# Catocoryne
Catocoryne là chi thực vật có hoa trong họ Mua.